# 高岡達之
高岡 達之（たかおか たつゆき、1963年〈昭和38年〉12月7日 - ）は、読売テレビ報道局特別解説委員。大阪府大阪市出身、血液型はB型。

## 来歴
兵庫県立加古川西高等学校、関西学院大学法学部政治学科卒業後、1988年読売テレビ入社。報道部記者（大阪府警キャップなど）報道部デスクとして統括を経て、2010年から報道局副部長兼チーフプロデューサーを務める。以後、ニュース解説やコメンテーターとして度々テレビ出演している。2018年4月より関西学院大学法学部にて講師を務める。2019年6月より報道局解説副委員長を経て報道局解説委員長となる。2023年7月より特別解説委員。

## 出演番組

### 現在
- かんさい情報ネットten.（ニュース解説、主に月曜日・火曜日を担当）
- 朝生ワイド す・またん!（辛坊治郎・野村明大のピンチヒッター）- 2024年4月以降は隔週金曜日に出演。
- ZIP!（関西ローカルパート・辛坊・野村のピンチヒッター）- 2024年4月以降は隔週金曜日に出演。
- そこまで言って委員会NP
- あさパラ!→あさパラS（不定期で出演）
- 情報ライブ ミヤネ屋 ※不定期でプロデューサーとして携わっていたが、コメンテーターとしては2019年からは月曜日に出演。

### 過去
- ニュース・サブ・チャンネル
- ズームイン!!SUPER（日本テレビ、辛坊のピンチヒッター）※第3代司会者の福澤朗とは系列局（NNN・NNS）の同期にあたる。

## プロデューサーでの担当番組
- ニューススクランブル
- ゲツキン!
- オランウータンの涙（ドキュメンタリー番組）[4]
- SUPER SURPRISE（木曜・プロデューサー補、2009年7月 - 2010年3月）
- 報道スペシャル「まなざし」〜父として母として〜[5]